# 伊诺霍萨德尔瓦列
伊诺霍萨德尔瓦列，是西班牙埃斯特雷马杜拉巴达霍斯省的一个市镇。总面积46平方公里，总人口596人（2001年），人口密度13人/平方公里。